# Cardamine jejuna
Cardamine jejuna är en korsblommig växtart som beskrevs av Paul Carpenter Standley och Julian Alfred Steyermark. Cardamine jejuna ingår i släktet bräsmor, och familjen korsblommiga växter. Inga underarter finns listade i Catalogue of Life.